# Башар, Ламийя Аджи
Ламийя Аджи Башар (курд. لمياء حجي بشار; р. 1998) — иракская правозащитница курдского происхождения. Была захвачена Исламским государством и находилась в сексуальном рабстве. После побега признана ООН почётным послом по борьбе против рабства и получила ряд международных правозащитных премий.

## Биография

### Ранние годы
В Ираке у семьи Башар остались дом и фермерское хозяйство. Там она ходила в школу.

### Рабство
В плену её избивали и неоднократно насиловали. Пыталась бежать четыре раза. Во время последней попытки две её спутницы, 8-летняя Алмас и 20-летняя Катерина, погибли, подорвавшись на мине, сама Башар получила ранения и потеряла глаз, однако ей удалось покинуть территорию, контролируемую ИГ и воссоединиться с частью семьи на землях, контролируемых курдами в марте 2016 года.

## Награды
- Премия Андрея Сахарова за свободу мысли в 2016 году (вместе с Надей Мурад)[2]